# Canadian Open 2003
Die Canada Open 2003 im Badminton fanden vom 2. bis zum 6. September 2003 in Vancouver statt.

## Sieger und Platzierte
| Disziplin    | Gold                       | Silber                      | Bronze                           |
| ------------ | -------------------------- | --------------------------- | -------------------------------- |
| Herreneinzel | Hong Seung-ki              | Andrew South                | Ardy Wiranata                    |
| Herreneinzel | Hong Seung-ki              | Andrew South                | Lee Cheol-ho                     |
| Dameneinzel  | Lee Eun-woo                | Ha Jung-eun                 | Jang Soo-young                   |
| Dameneinzel  | Lee Eun-woo                | Ha Jung-eun                 | Kim Mi-young                     |
| Herrendoppel | Hwang Ji-man Jung Hoon-min | Keith Chan William Milroy   | Stephen Foster Paul Trueman      |
| Herrendoppel | Hwang Ji-man Jung Hoon-min | Keith Chan William Milroy   | Jeon Jun-bum Yoo Yeon-seong      |
| Damendoppel  | Lee Eun-woo Ha Jung-eun    | Jang Soo-young Kim Mi-young | Hana Procházková Ivana Vilimková |
| Damendoppel  | Lee Eun-woo Ha Jung-eun    | Jang Soo-young Kim Mi-young | Jennifer Coleman Anelissa Micheo |
| Mixed        | Hwang Ji-man Lee Eun-woo   | Mike Beres Jody Patrick     | Mesinee Mangkalakiri Raju Rai    |
| Mixed        | Hwang Ji-man Lee Eun-woo   | Mike Beres Jody Patrick     | Yoo Yeon-seong Ha Jung-eun       |